# Carmine Gautieri
Carmine Gautieri (* 20. Juli 1970 in Neapel) ist ein ehemaliger italienischer Fußballspieler und jetziger -trainer. Als Aktiver unter anderem für die AS Bari, die AS Rom oder Atalanta Bergamo aktiv, coachte er später unter anderem SS Virtus Lanciano und die AS Livorno.

## Spielerkarriere
Carmine Gautieri, geboren 1970 in der süditalienischen Metropole Neapel, begann seine aktive Laufbahn als Fußballspieler bei Campania Puteolana, wo er 1987 seine ersten drei Spiele im Männerbereich machte. Von dort aus wechselte der junge Angreifer zum FC Empoli, wo er jedoch nicht zum Zug kam und zwischen 1987 und 1989 nicht einmal im Ligabetrieb eingesetzt wurde. In letztgenanntem Jahr zog Gautieri weiter und schloss sich für zwei Jahre dem FC Turris an, wo er zum Stammspieler wurde und 59 Ligaspiele mit fünf Toren machte. 1991 kehrte er nach Empoli zurück und konnte sich diesmal in der ersten Mannschaft des Vereins etablieren. Allerdings war Empoli nunmehr nur noch drittklassig, Gautieri machte in dieser einen Saison 32 Ligaspiele mit zehn Torerfolgen. Es wurde Rang fünf in der Serie C1 erzielt. Von 1992 bis 1993 spielte er danach für den Zweitligisten AC Cesena. Hier brachte es Carmine Gautieri auf 34 Einsätze im Ligabetrieb, allerdings nur mit kümmerlichen drei Toren. Cesena wurde Neunter in der Serie B 1992/93.
Im Sommer 1993 wechselte Gautieri zur AS Bari, ebenfalls in der Serie B angesiedelt. Gleich in seiner ersten Saison in Italiens Süden schaffte er mit der Mannschaft von Trainer Giuseppe Materazzi Platz zwei in der Serie B, einzig hinter dem AC Florenz, und damit den Aufstieg in die Serie A. Dort konnte man sich mit Platz zwölf in der Folgesaison auch halten. 1995/96 wurde man dann jedoch nur Fünfzehnter in der höchsten italienischen Fußballliga und musste den Gang zurück in die Zweitklassigkeit antreten.
Daraufhin verließ Carmine Gautieri seinen Verein und wechselte zur AC Perugia, mit dem er ebenfalls aus der Serie A abstieg. Im Sommer 1997 verpflichtete ihn Zdeněk Zeman für die AS Rom, wo Gautieri die folgenden zwei Jahre zubrachte. Für die Offensivmaschine des Tschechen machte der Angreifer 43 Ligaspiele mit acht Toren, der Gewinn eines wichtigen Titels blieb ihm allerdings verwehrt. Von 1999 bis 2002 spielte er danach für Piacenza Calcio und drang mit diesem Klub in der Saison 2000/01 in die Serie A vor, nachdem man erst im Jahr zuvor in die zweite Liga abgestiegen war. Als Aufsteiger konnten Gautieri und Piacenza die Klasse halten. 2001 schloss sich Carmine Gautieri Atalanta Bergamo an, das damals ein Ligakonkurrent von Piacenza Calcio. Mit Atalanta stieg Gautieri in seiner ersten Saison aus der Serie A ab, nur um ein Jahr später als Fünfter der Serie B im Zuge der Erweiterung der ersten Liga auf zwanzig Teams wieder aufzusteigen. Dies war der dritte Aufstieg Carmine Gautieris mit einer seiner Mannschaften in die Serie A. Als Neuling endete die Serie A 2004/05 für Atalanta Bergamo allerdings mit dem direkten Wiederabstieg, in dessen Folge Gautieri dem Verein den Rücken kehrte. Er spielte daraufhin jeweils kurzzeitig beim SSC Neapel und noch einmal bei Piacenza Calcio, ehe er bis 2007 in fünfzig Ligaspielen für Pescara Calcio auflief. Danach folgten noch Tätigkeiten bei ASD Francavilla sowie bei Sorrento Calcio, ehe die fußballerische Laufbahn von Carmine Gautieri im Sommer 2008 mit 38 Jahren zu Ende ging.

## Trainerkarriere
Seine Trainerlaufbahn begann Carmine Gautieri 2008 bei Potenza SC, wo er zunächst Co-Trainer war und danach für kurze Zeit die Geschicke der ersten Mannschaft des Vereins leitete. Von 2009 bis 2010 hatte er eine Station bei der US Olbia.
Nachdem Gautieri 2011 kurzzeitig technischer Direktor beim FC Empoli war, heuerte er im Sommer 2011 als neuer Verantwortlicher an der Seitenlinie beim Drittligisten SS Virtus Lanciano an. Unter Gautieri hatte der Verein, der bis dato noch nie über die Drittklassigkeit hinausgekommen war, überraschend großen Erfolg. Als Vierter der Girone B der Lega Pro Prima Divisione 2011/12 qualifizierte man sich für die Playoff-Spiele um den Aufstieg in die Serie B und schaltete dort im Halbfinale die US Siracusa mit 3:2 nach Hin- und Rückspiel aus. Im Finale wartete Trapani Calcio. Virtus Lanciano konnte die beiden Finalspiele mit 1:1 und 3:1 für sich entscheiden und sich damit zum ersten Mal überhaupt in der Vereinsgeschichte für die zweite italienische Liga qualifizieren. Dort angekommen, erlebte man zwar einen durchwachsenen Start, konnte sich am Ende der Saison aber 48 Punkten aus 42 Spielen und sechs Zählern vor dem ersten Absteiger Vicenza Calcio den Klassenerhalt sichern. Gautieri trat nach Saisonende bei Virtus Lanciano zurück und wurde durch Marco Baroni ersetzt.
Wenig später übernahm Gautieri beim AS Bari, trat allerdings schon vor Saisonstart aus familiären Gründen wieder von seinem Posten zurück. Im Verlauf der Serie B 2013/14 wurde Carmine Gautieri Trainer des im Abstiegskampf befindlichen AS Varese 1910, konnte dem Klub allerdings auch keinen klaren Aufschwung bringen und wurde schon bald wieder von seinen Aufgaben entbunden. Im Sommer 2014 wurde er in Nachfolge von Davide Nicola zum neuen Übungsleiter bei Erstligaabsteiger AS Livorno gemacht, nach etwa einem halben Jahr folgte jedoch trotz ansprechender Tabellenplatzierung die Freistellung Gautieris.

## Erfolge

### Als Spieler
- Aufstieg in die Serie A:

1993/94 mit dem AS Bari
2000/01 mit Piacenza Calcio
2003/04 mit Atalanta Bergamo

### Als Trainer
- Aufstieg in die Serie B: 1×

2011/12 mit Virtus Lanciano